# Vera Nilsson

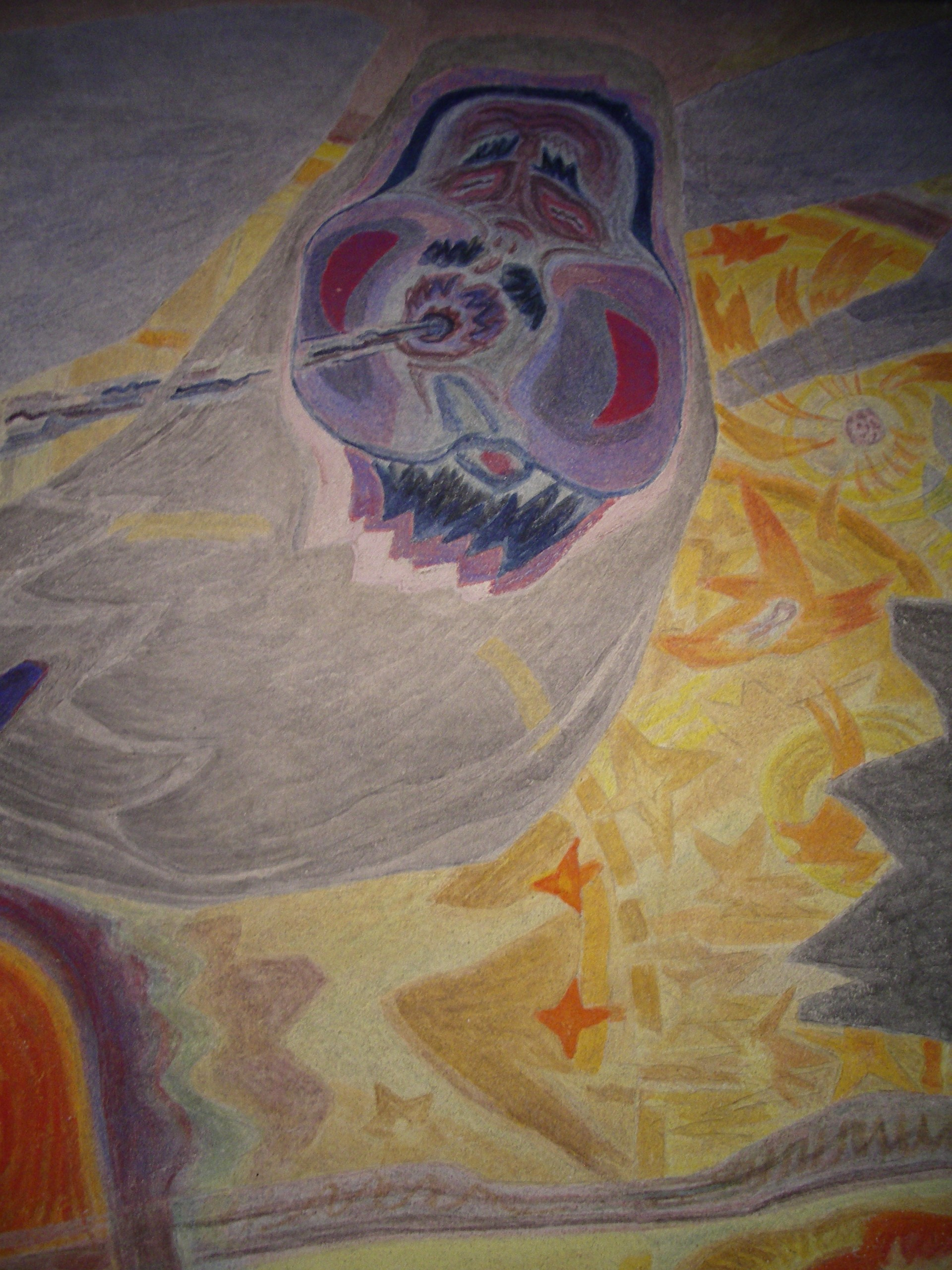
El sol, detalle del fresco La historia del sol y la tormenta

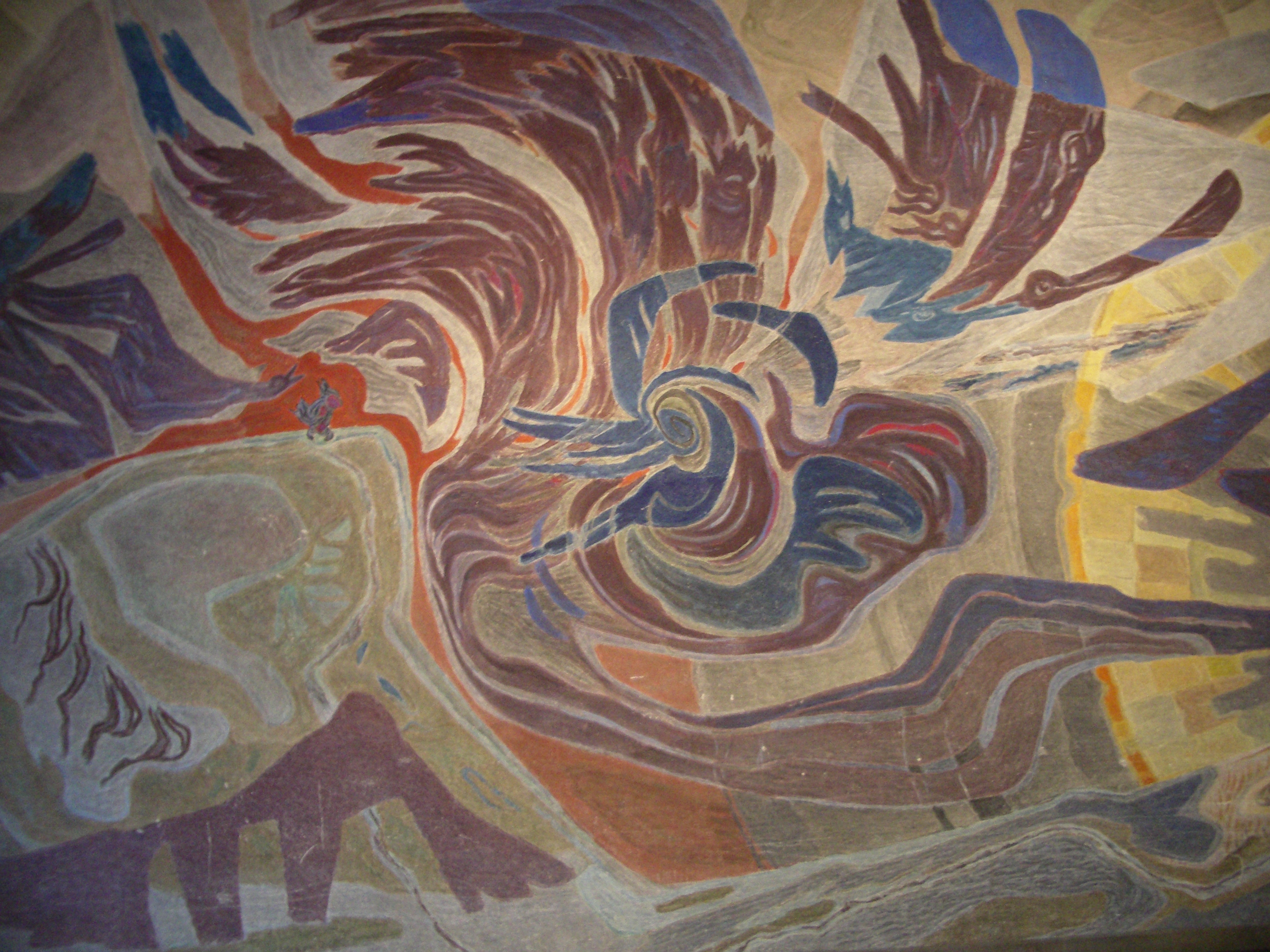
La tormenta

Vera Amalia Märta Nilsson (Jönköping, Suecia, 1 de junio de 1888 -  Estocolmo, Suecia, 13 de mayo de 1979) fue una artista sueca, una de las más populares de su época, durante el siglo XX. Las exposiciones que hacía atraían numeroso y entusiasta público.
Su obra se encuentra en los museos más importantes de Suecia

## Obras
Nilsson jugó un papel decisivo en la aparición del arte en el subterráneo -metro de Estocolmo. Entre otras obras creó:
- Cuadro sobre lienzo Penning contra life (1938), 400 x 594 cm, Museo de arte Skövde, ( Målningen (på duk) Penning contra liv (1938), 400 x 594 cm, Skövde Konstmuseum).
- Fresken La historia del sol y la tormenta (1951) en la escalera de la escuela Västertorps, Estocolmo, (Fresken Sagan om solen och stormen (1951) i trapphallen i Västertorps skola).
- Fresken Händer (1954) en Djurgårdsskolan, Eskilstuna.
- Mosaikpelaren Det Klara que, después de todo, no desaparece (1957) en la estación de metro T-Centralen, (Fresken Händer (1954) i Djurgårdsskolan, Eskilstuna), (Mosaikpelaren Det Klara som trots allt inte försvinner(1957) i tunnelbanestationen T-Centralen).
- Altartavlan Los tres hombres sabios (1966-1967) en la iglesia de Nacksta , Sundsvall, ( Altartavlan De tre vise männen (1966-1967) i Nacksta kyrka, Sundsvall).